# امتثال (فلم)
امتثال  فيلم دراما مصري للمخرج حسن الإمام عام 1972 كتب القصة والسيناريو والحوار ممدوح الليثي عن وقائع حقيقية حدثت في ثلاثينيات القرن 20 بطلتها الراقصة ذائعة الصيت «امتثال فوزي». الفيلم من بطولة ماجدة الخطيب، نور الشريف، سمير صبري، عادل أدهم، نبيلة السيد، وليلى جمال  وتدور الأحداث حول امتثال التي تفر من زوج الأم وسيطرته، وتعمل راقصة في ملهى، وتتقرب من بلطجي الملهى وتغريه فتصبح ملكة شارع عماد الدين، ولكن حينما يكتشف أنها تقيم علاقة مع المخرج المسرحي ناجي وأنها حملت منه يقرر الإنتقام منها.
صدر الفيلم إلى دور العرض المصرية في 21 فبراير 1972.
منح موقع قاعدة بيانات الأفلام على الإنترنت (IMDB) الفيلم درجة 5.4/ 10.
منح موقع قاعدة بيانات الأفلام العربية «السينما.كوم» الفيلم درجة 5.5/ 10.

## طاقم التمثيل
ماجدة الخطيب: في دور امتثال
نور الشريف: في دور ناجي (المخرج المسرحي)
سمير صبري: في دور محسن بك رضوان (نجل الباشا ومعجب بإمتثال)
عادل أدهم: في دور فؤاد الشامي (بلطجي عماد الدين)
نجوى فؤاد: في دور مدان بديعة
ليلى جمال: في دور زوزو (راقصة ومطربة)
نبيلة السيد: في دور أرنبة
قطقوطة: في دور ماندي
أميرة: في دور نرجس
نعيمة الصغير: في دور العالمة أم امتثال
محمد شوقي: في دور كامل (البلطجي وزوج أم امتثال)
وفيق فهمي: في دور أحمد الغدار (من رجال البلطجي فؤاد الشامي)
مختار أمين: في دور هتلر (من رجال البلطجي فؤاد الشامي)
كمال سرحان: في دور بالوظة (من رجال البلطجي فؤاد الشامي)
محمد نوح: في دور رجل من شلة فؤاد الشامي
طوسون معتمد: في دور قاتل محترف
الطوخي توفيق: في دور رجل من رجال محسن بك
بالاشتراك مع: ميمي جمال – سمير ولي الدين – إدمون تويما – حمدي يوسف – محمود رشاد - إبراهيم قدري – عواطف تكلا – إلهام بديع – محمد دسوقي – عبد الغفار رشاد – محمد السيد – فؤاد راشد – محمد متولي
تحدث الممثل محمد متولي في حوار مع إسعاد يونس أثناء برنامج «صاحبة السعادة» وذكر أن الفيلم عن قصة واقعية كتبها «زكي طليمات» وأنه كان في السنة الأولى في «كلية دار العلوم» ورشحته لهذا الدور ابنة المخرج «زينب حسن الإمام».
أجرت المذيعة التلفزيونية منى جبر حوار مع عادل أدهم في كواليس تصوير فيلم «امتثال» وأفاد أنها البطولة الأولى له على شاشة السينما.

## أغاني الفيلم
«التحفجية» لحن سيد درويش - تأليف بديع خيري 
«باي باي» لحن عزت الجاهلي - تأليف إبراهيم كامل رفعت
«أحمد يا أحمد» لحن أحمد صبره - تأليف إبراهيم كامل رفعت 
«يا كاويني» لحن عزت الجاهلي - تأليف حسن الإمام
«أنا سايقة عليك النبي» لحن عزت الجاهلي - تأليف حسن الإمام
«توب علىّ يارب توبة م الأفنديّة» لحن نجيب السلحدار - كلمات حسن الإمام (موال بصوت نعيمة الصغير)
«امتثال» لحن نجيب السلحدار - كلمات حسن الإمام
«باي باي» دوبلاج صوت امتثال المطربة شمس وليلى جمال 

## أحداث الفيلم
تعيش امتثال فوزي (ماجدة الخطيب) في الإسكندرية مع والدتها العالمة (نعيمة الصغير) وزوج والدتها البلطجي كامل (محمد شوقي) الذي يحاول إجبار امتثال على ممارسة الرذيلة مع الزبائن، ولكنها تهرب منه فتقع في أيدي مجموعة من الجنود الإنجليز الذين يغتصبونها، فتعود إلى كامل، وتوافق على ممارسة الرذيلة بأجر، ولكنه يستأثر بدخلها ولا ينالها شيء ووالدتها لا تقدر على مخالفة أوامر كمال. تلوذ امتثال بالفرار إلى القاهرة حيث تعمل راقصة في روض الفرج، وتتعرف على الوجيه محسن بيه (سمير صبري) نجل رضوان باشا ويعجب بها ويتوسط لها لتعمل في فرقة بديعة (نجوى فؤاد) بعماد الدين. تشترك امتثال في السكن مع بعض زميلاتها بالفرقة: ماندي (قطقوطة)، ونرجس (أميرة)، وزوزو (ليلى جمال) وتتعرض لإبتزاز بلطجي عماد الدين فؤاد الشامي (عادل أدهم) ولكنها ترفض الاستجابة له مثل بقية البنات. يعجب فؤاد الشامي بقوة شخصية امتثال ويحاول التقرب إليها، وتستغل امتثال هذا الحب وتصبح  ملكة عماد الدين، وتصبح أيضاً محظيته، إلى أن تكتشف انه يتعامل مع الإنجليز فتهجره. يقوم محسن بيه بتقديم امتثال للمخرج المسرحي ناجي (نور الشريف) الذي عاد من باريس بعد فترة قضاها هناك للدراسة. تقع امتثال في حب ناجي وتصبح عشيقته وتقيم في بيته تجنباً لمطاردة  فؤاد الشامى لها. يطلب ناجي من امتثال إعتزال الرقص ولكنه يطردها من بيته عندما تحمل منه وتفشل في التخلص من حملها. تقوم امتثال بطلب المساعدة من محسن بيه الذي لا يتردد في إفتتاح كازينو خاص بها.
يدفع فؤاد الشامي برجاله: بالوظة (كمال سرحان)، وأحمد الغدار (وفيق فهمي)، وهتلر (مختار أمين) ويطالبها بدفع الإتاوة وعندما ترفض يدفع بالقاتل المحترف (طوسون معتمد) لقتلها.

## الفيلم أمام القضاء المصري
قام كاتب السيناريو والمنتج السينمائي «ممدوح الليثي» برفع دعوى أمام قاضي الأمور المستعجلة ضد مخرج فيلم «امتثال» حسن الإمام يتهمه بتغيير قصة وسيناريو وحوار الفيلم الذي يروي قصة حياة الراقصة «امتثال فوزي». تقدم أيضا السيناريست ممدوح الليثي بشكوى إلى «الرقابة على المصنفات الفنية» ينبهها إلى أن المخرج حسن الإمام قد خرج على النص الذي تقدم إلى المصنفات ووافقت عليه، وطالب الليثي بوقف التصريح بعرض الفيلم لأنه يسيء إلى سمعة ممدوح الليثي صاحب أفلام «ميرامار» و«ثرثرة فوق النيل». وقررت الرقابة مشاهدة الفيلم قبل عرضة، وتم التصريح بعرضه في دور العرض المصرية بتاريخ 21 فبراير 1972.

## الفيلم في هوامش التاريخ
كتب مصطفى عبيد في كتابه «هوامش التاريخ: من دفاتر مصر المنسية»، الصادر عن دار الرواق للنشر والتوزيع في 2017 في 195 صفحة، عن جزء من تاريخ الراقصة «امتثال فوزي» التي حققت شهرة واسعة في فترة الثلاثينيات وكانت صاحبة صالة رقص في شارع «عماد الدين»، وانتقلت إلى منطقة «الأزبكية» حيث افتتحت مدرسة لتعليم الرقص الشرقي، كما أنها تطرقت للعمل داخل الحانات الصغيرة، وقامت بتوظيف بائعات الهوى، وحققت شهرة كبيرة.

## وصلات خارجية
- امتثال على موقع IMDb (الإنجليزية)
- امتثال على موقع روتن توميتوز (الإنجليزية)
- امتثال على موقع قاعدة بيانات الأفلام العربية
- امتثال على موقع قاعدة بيانات الفيلم (الإنجليزية)
- امتثال على موقع ليتربوكسد (الإنجليزية)
- امتثال على موقع الدهليز

https://en.kinorium.com/624357/ امتثال (فيلم)
https://www.goldposter.com/movie/10334136/ امتثال (فيلم)
https://www.youtube.com/watch?v=qvYZ5jfo500 امتثال (فيلم)
https://www.youtube.com/watch?v=k9p-dy7PqZ4 امتثال (فيلم)
https://www.youtube.com/watch?v=HJJKHU1hdeo امتثال (فيلم)
https://www.youtube.com/watch?v=CzU7pW360dk امتثال (فلم)